# Teletank

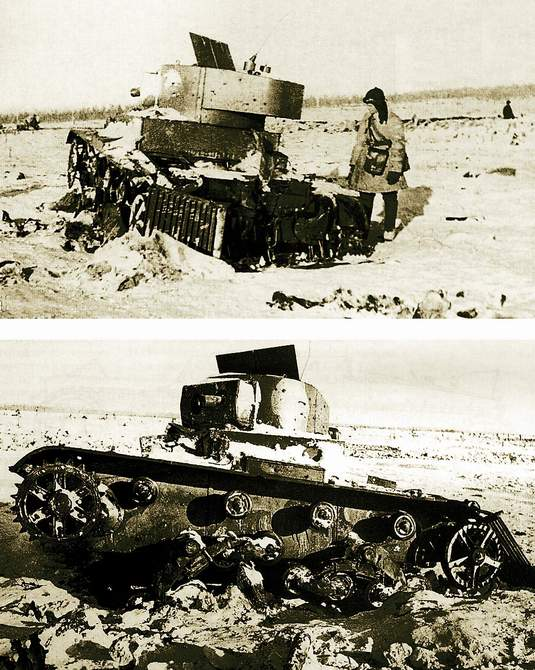
TT-26 touché, un char léger T-26 télécommandé avec télématique TOZ-IV, du 217e bataillon de chars indépendant de la 30e brigade de chars. Deux antennes sur le toit de la tourelle et le camouflage bicolore du véhicule sont visibles. Isthme de Carélie, février 1940.

Les Teletanks sont une série de chars de combat sans pilote télécommandés sans fil, produits en Union soviétique dans les années 1930 et au début des années 1940 afin de réduire les risques au combat pour les soldats. Ils sont utilisés au combat pour la première fois pendant la guerre d'Hiver, au début de la Seconde Guerre mondiale. Un teletank est contrôlé par radio à partir d’un char de contrôle avec équipage à une distance de 500 à 1 500 mètres, les deux constituant un groupe télémécanique. 

## Historique
Fin 1939, les teletanks sont utilisés pour la première fois par l’Armée rouge dans la guerre d’Hiver contre la Finlande. L’Armée rouge aligne alors au moins deux bataillons de teletanks au début de la campagne du front de l'Est pendant la Seconde Guerre mondiale.
[Jusqu'à quand ?]

## Conception

### Structure
Les teletanks sont construits sur la base des chars légers T-18, T-26, T-38, BT-5 et BT-7.

### Armement
Les teletanks sont équipés de mitrailleuses Degtiarev, de lance-flammes, de fumigènes et parfois d’une bombe à retardement spéciale de 200 à 700 kg dans une boîte blindée, qui est larguée par le char près des fortifications ennemies et utilisée pour détruire les bunkers jusqu’à quatre niveaux sous terre. Les teletanks sont également conçus pour être capables d’utiliser des armes chimiques, bien qu’elles n’aient pas été utilisées au combat. 

### Communication
Chaque teletank, selon le modèle, est capable de reconnaître seize à vingt-quatre commandes différentes envoyées par radio sur deux fréquences possibles pour éviter les interférences et le brouillage. 

## Utilisation
La tactique standard est que le char de contrôle (avec un émetteur radio et son opérateur) reste en arrière aussi loin que possible pendant que le teletank s’approche de l’ennemi. Le char de contrôle fournit un appui-feu ainsi qu’une protection pour l’opérateur radiocommandé. Si l’ennemi réussit à s’emparer du teletank, l’équipage du char de contrôle a pour instruction de le détruire avec son canon principal. Lorsqu’il n’est pas au combat, le teletank est conduit manuellement.

## Autres armes télécommandées
En plus des teletanks, il y a aussi dans l’Armée rouge des télécutters[à définir] et des téléplanes télécommandés[à définir],.